# Partners in Crime (radioserie)
Partners in Crime var en radioföljetong i 13 delar efter Agatha Christies novellsamling Par i brott från 1929. Radioserien sändes i BBC från måndagen den 13 april till måndagen den 13 juli 1953. I de halvtimmeslånga avsnitten spelade Richard Attenborough Tommy och Sheila Sim Tuppence, och drog nytta av skådespelarnas dåvarande huvudroller i Råttfällan. Oscar Quitak medverkade i alla avsnitt som betjänten Albert. Bortsett från en dramatisering av Och så var de bara en från 1947 var detta den första adaptionen av en Christie-bok för radio i Storbritannien.

## Lista över avsnitt
| Nr | Titel                          | Premiärdatum  |
| -- | ------------------------------ | ------------- |
| 1  | Meet the Beresford             | 13 april 1953 |
| 2  | The Mysterious Stranger        | 20 april 1953 |
| 3  | he House of Lurking Death      | 27 spril 1953 |
| 4  | The Man in the Fog             | 4 maj 1953    |
| 5  | The Ambassadors Boots          | 11 maj 1953   |
| 6  | The Thin Woman                 | 18 maj 1953   |
| 7  | A Stab in the Back             | 25 maj 1953   |
| 8  | The Man with the Gold Tooth    | 9 juni 1953   |
| 9  | The Crackler                   | 15 juni 1953  |
| 10 | In Camera                      | 22 juni 1953  |
| 11 | Finessing the King.            | 29 juni 1953  |
| 12 | The Unbreakable Alibi          | 6 juli 1953   |
| 13 | The Man who was Number Sixteen | 13 juli 1953  |